# Chororó-do-pantanal
Formigueiro-do-pantanal ou chororó-do-pantanal (Cercomacra melanaria) é uma espécie de ave da família Thamnophilidae.
Pode ser encontrada nos seguintes países: Bolívia, Brasil e Paraguai.
Seu nome científico significa: do (grego) kerkos = cauda; e de macro = longo; e do (grego) melania, melas = negritude, negro, preto. ⇒ (Pássaro) negro com cauda longa
Os seus habitats naturais são: florestas secas tropicais ou subtropicais e florestas subtropicais ou tropicais húmidas de baixa altitude. Se alimenta de pequenas larvas e insetos.

## Características

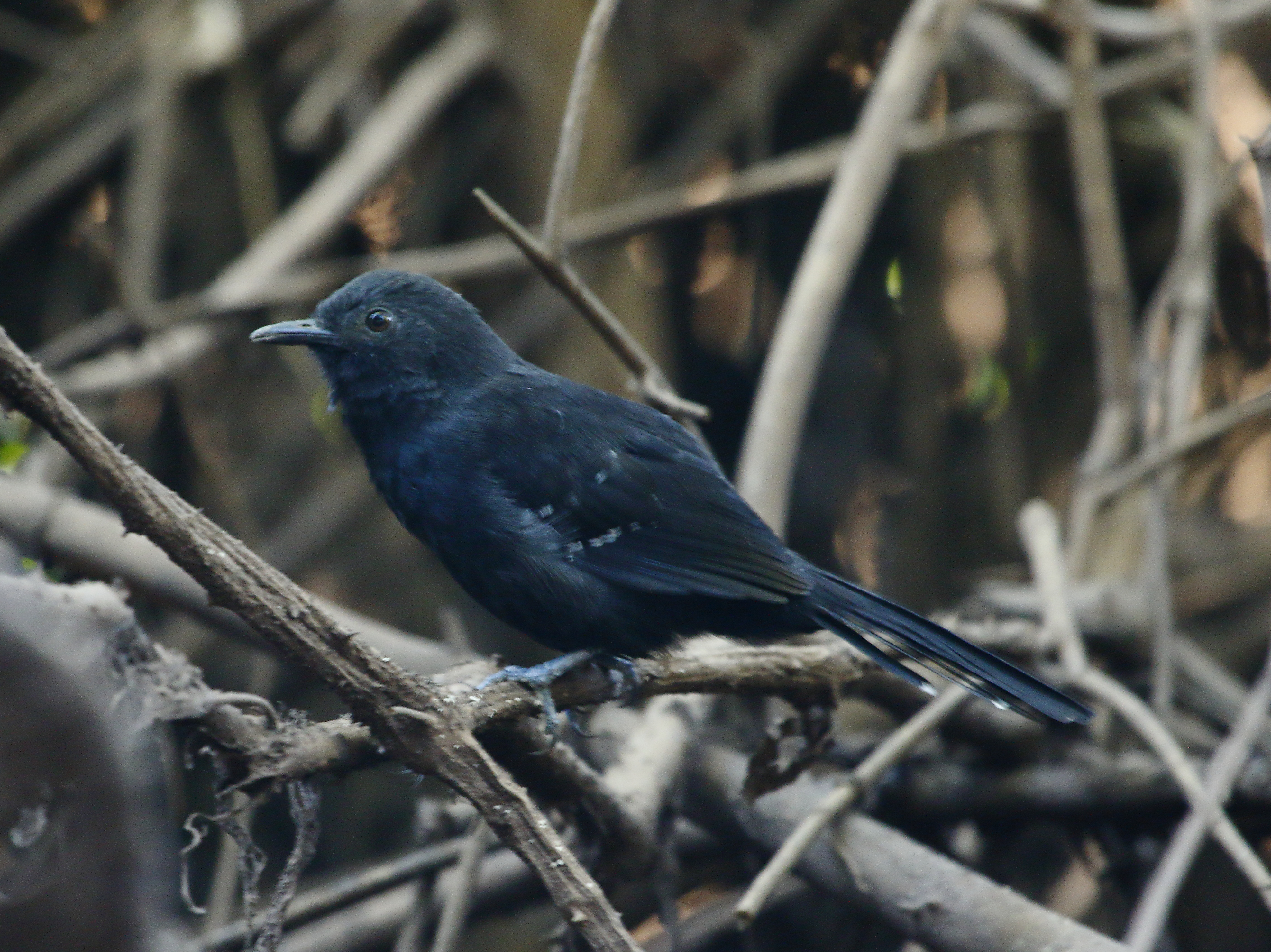
chororó-do-pantanal macho

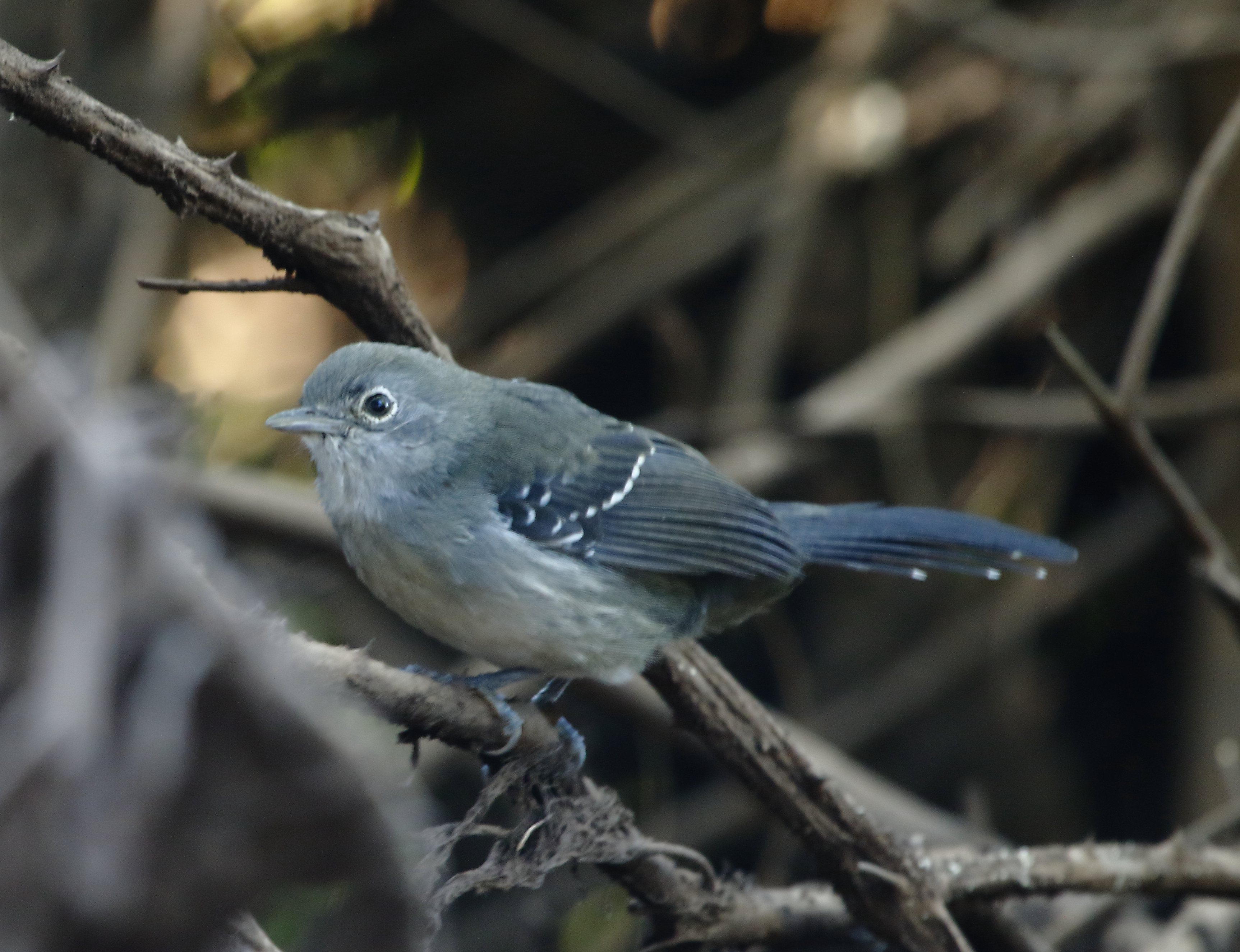
chororó-do-pantanal fêmea

Mede 16,5 cm de comprimento. Esguio, de bico fino. Macho preto retinto; manchinha branca nas costas, coberteiras das asas com orlas brancas bem evidentes, penas da cauda com ponta branca. Fêmea cinza por cima, asa e cauda como no macho; por baixo, cinza-claro.

## Canto
O canto, bem característico e frequente, é um “kã-kãrch” repetido, lento, pausado e gultural. Ambos os sexos também dão um “tchurk” grave.

## Hábitat
Razoavelmente comum, em mata de galeria e cerradão, no Pantanal. Vive em casal, saltitando na vegetação baixa densa, às vezes junto com bandinhos mistos bem dispersos.